# 異世界の聖機師物語
『異世界の聖機師物語』（いせかいのせいきしものがたり）は、2009年5月から2010年5月にかけて発表されたOVA。発売に先駆けてアニマックスPPVプレミアで先行放送された。2011年3月25日から5月6日までアニマックスで通常放送された。各話を前後編に分け、全26話で放送。

## 概要
『ロボット・アクション!!×学園ラブコメ!?』をテーマとした異世界ファンタジーアニメ。当初『聖機師物語（仮）』や『天地無用!聖機師物語（仮）』の仮タイトルで梶島正樹が『天地無用! GXP』以前から構想していたアニメ企画であり、ジェミナーと呼ばれる異世界を舞台としながらも梶島ワールドの世界観が反映され、『天地無用!』シリーズをはじめ『フォトン』や『デュアル!ぱられルンルン物語』など一連の作品の設定が組み込まれている。
アニメ情報を掲載する『聖機師んぶん』を第0号から第4号まで発行し各誌で掲載、2009年4月にはフリーマガジン『聖機Zinn 〜異世界の聖機師物語まるわかりガイドブック〜』も発行している。
2009年4月22日より音泉でパーソナリティ下野紘によるインターネットラジオ『こちら聖機師放送局!』が放送、DVD特典としても収録されている。
『月刊ComicREX』2009年7月号より、ばう作画によるコミック版が掲載された。

## ストーリー
空気中のエネルギー「エナ」を利用した技術「亜法」によって文明を支える異世界ジェミナー。各国同士の覇権争いは続いているが、主な軍事力となる亜法動力で稼働する人型兵器「聖機人」は、それを供与する教会によって所有数を管理されているため、辛うじて均衡を保っていた。しかし、この世界に召喚された少年柾木剣士によって、今歴史が大きく動こうとしていた。
大国・シトレイユ皇国の王が急死し、わずか12歳で皇位を継いだ姫王ラシャラ・アース二十八世。剣士は彼女の暗殺を狙う一派に捕らえられ、元の世界に帰す条件として、彼女の暗殺を命じられる。そして戴冠式を終えたラシャラを仲間のドールと共に襲撃し、圧倒的な力で護衛のキャイアやワウワンリーを蹴散らすが、慣れない実戦のために激しい亜法酔いで力尽きてしまう。今度はラシャラ達に捕らえられた剣士だったが、剣士が異世界人であることや、脅されていたことを知ったラシャラは彼を保護し、従者として迎え入れた。
そして各国の王侯貴族、聖機士達が集う「聖地学院」に足を踏み入れた剣士は、自らに聖機師の才能がある事実を隠しながら、異世界での生活を開始する。ラシャラの勧めで（元の世界に返るための）資金調達と情報収集のため学園の雑事をこなす職務に従事。多彩な才能を披露する中で学園長の目に止まった剣士は彼女の推薦を受け、生徒として学園に通うことになる。さらにラシャラの推薦によって生徒会にも入ったことで学園の注目の的となり、キャイアの姉で教師のメザイア、ラシャラの従姉妹のマリアとその従者のユキネ、シュリフォン王国の王女アウラや、生徒会長のリチアなど数々の美女からも気に入られ、騒がしい学園生活を送ることとなる。
そうした中、学園の娯楽の一環として行われた競武大会の場において、シトレイユ皇国の宰相ババルンが聖地へと攻めこんでくる。鉄壁の要塞としても知られる聖地だったが、ババルンは弟のユライトや息子ダグマイヤが懐柔した男子生徒や山賊共を使い、内側から聖地を制圧していく。だがババルンの目的は要人ではなく、聖地に保管されている古代兵器「聖機神」と「ガイアの盾」を手に入れることだった。剣士は聖機人で敵を殲滅するが、メザイアがもう一つの人格であるドールへと変身して聖機神に搭乗、ガイアの盾諸共に奪われてしまう。
援軍に現れたマリアの母フローラの助けによって聖地を脱出した剣士達は、キャイアの父ナイアからの情報を頼りに、結界工房へと向かう。途中、シュリフォン王国の関所によって足止めを食らうが、アウラの父シュリフォン王にも気に入られ、協力を得ることに成功する。その頃ババルン達は、各地の教会に設置されていた転移ポートを利用して各国を制圧していった。教会のレイアを加えた剣士達はハヴォニワ国にたどり着き、フローラ達と再開を果たす。ババルン軍への対策会議が行われ、国を失ったラシャラに対して剣士の所有権が問われる。皆が「剣士の意思を尊重する」と述べる中で、涙を流して「行かないでほしい」と懇願するラシャラの姿を見た剣士は、自分の国を創ることを思いつく。
ラシャラの船「スワン」を「ある時払いの催促無し」で購入した剣士はスワンを領土とした「剣士の国」建国を宣言し、自由航行権を主張。剣士の国の独立は各国から認められ、ババルンによって国を追われる身となったラシャラ達は剣士の国へと亡命する。その後、ようやく結界工房へとたどり着いた剣士達は、過去の歴史の真実を知る。聖機神は元々高度に発達した先史文明における競技用の人型機械であった。しかし開発競争が激化する中で、聖機神の最強の乗り手となるべく最適化された人造人間まで創り出された。しかし、後に聖機神に乗った人造人間達が暴走し、先史文明は崩壊寸前まで追い込まれた。現存する聖機神はその戦いの中で残った一体であり、当時その一体を倒すために創られた3体の人造人間のうちの一人がドールだった。後にドールは封印され、長い時を経てナウアに発見され、娘メザイアとして育てられた。
その時、結界工房はババルン軍に攻めこまれ、スパイだったレイア（ネイザイ）に人造人間の中核となるコアクリスタルを初期化する装置も盗まれてしまう。ドールを倒す術を失った剣士たちは、ガイアの盾に対抗するための武器を探してユキネの村に向かい、そこに祀られている巨岩「天地岩」を亜法によって圧縮した超重力の大剣「天地剣」を作り出す。聖地攻略戦への準備が進む中、剣士の前にメザイアが現れ、彼女の口から剣士が人造人間と異世界人のハーフであることが明かされる。人造人間を操る術を知っているババルンは、その血を引く剣士を操ろうとするが、剣士は命令を跳ね除けた。そして、シュリフォン・ハヴォニワ・教会の連合軍と、ババルン軍との戦いが始まる。
連合軍は物量だけではなく、様々な奇策を使い、ババルンに制圧された聖地を攻略していく。連合軍が攻勢を高める中、パワーアップした剣士の聖機人とドールの聖機神が互角の戦いを繰り広げるが、業を煮やしたババルンは聖機神とガイアの盾と融合し、真の聖機神の力を解放する。聖機神ガイアの防御能力の前に戦いは熾烈を極め、剣士も追い詰められるが、天地剣が耐久限界を超えた瞬間、突如「光の剣」と化す。それでもガイアを倒すまでには及ばず苦戦が続くが、剣士はキャイアの懇願によって一時的に光の剣の力を圧縮。圧縮された光から一瞬だけ生み出された「光鷹翼」により、ガイアと一体化したババルンを切り裂いた。ドールを助け出した剣士の前に、なおも立ちはだかるババルンだったが、そこに現れたユライトが、ネイザイが盗みだした装置を使い、ババルンのガイアのコアを初期化した。ユライトは昔遺跡から発見されたコアクリスタルを父によって埋めこまれたことで、ドールと同じ人造人間の一人ネイザイと人格と入れ替わるようになっていた。そして今まで、元凶たるガイアを倒すチャンスを待っていたのだった。
ババルンが倒され、ようやく世界に平和が戻った。しかし今度は、聖機師達の憧れの的となった剣士の結婚権を巡る女の戦いが始まってしまう。

そんな展開が始まろうとする中、裏のどこか知らない場所で、自己保身の為にダグマイアを捕えようと企むランの背後に、ナイフを持ったエメラが迫ったのだった……。

## 登場人物

### 主要人物
柾木 剣士 (まさき けんし / Kenshi Masaki)
声 - 下野紘
主人公。異世界（地球）からジェミナーヘ召喚された（実際にはある目的のために鷲羽たちに送り込まれた）15歳の少年。
『天地無用!魎皇鬼』の主人公・柾木天地の異母弟である。天地無用! GXP第17回で信幸の後妻の玲亜が剣士を妊娠している描写がある。また、第10話において、母の名が「レイア」であることを剣士自身が語っている。剣士の誕生からジェミナーに送り出されるまでの話が本作の後に制作された作品OVA「天地無用!魎皇鬼」の4期と5期で描かれている。
性格はどちらかと言えば温厚で人当たりが良く、他人のために献身的になれる優しさの持ち主。しかし、怒られると涙目になってしまう等、やや気弱な面もあり、そういった部分を女性陣達からは「コロ（本作の異世界に登場するリスみたいな生物）みたい」と評され、可愛がられる事が多い。剣技とサバイバル術は祖父（柾木勝仁）との山篭りで、家事は達人の義姉（砂沙美とノイケ）と、ダメな義姉（阿重霞と魎呼）を反面教師に、建物の修理などは建築家の父・信幸と、家をよく壊す義姉（魎呼と美星）のおかげで上達した。また、幼い頃から飲まされ続けた鷲羽ドリンクのおかげで、疲れ知らずの体力と高い身体能力を持っている。玲亜の希望もあり生体強化などの処置は施されていない。
幼い頃に乗せてもらった義姉（魎呼）の宇宙船への憧れからか、無類の水晶好き。その船の欠片をペンダントに加工して身につけており、そのためかコロに異様に懐かれている。また、地球にいた時、鷲羽に催眠術をかけられており、上記の宇宙船や義姉たちの能力・年齢など樹雷関係の事柄に対して疑問を持たないように意識を操作されている。そのためか暗示にかかりやすい性質のようで、メザイアにマッサージ技術を叩き込まれ、犬笛のような笛の音でその時の行動がフラッシュバックするようになってしまっている。
当初は元の世界に戻すことを条件に、ババルン・メストの率いる反乱分子からラシャラ暗殺の任務を引き受けていた。その後ラシャラによって保護され、彼女の従者として聖地に入る。ババルンの反乱後は、自分の所有権を巡って各国会議の議題となっていたが、フローラには自分がどうしたいかを考える事を諭され、また自分を失うことを恐れたラシャラが、泣きながら行くなと自分にすがり付いたのを機に、スワンを「剣士の国」…つまりは自らの国の領土として独立を決意。ラシャラ達の亡命を受け入れたが、キャイアの意向で、スワンから水晶を掘り出すことは禁止にされた。
光の属性を持つ聖機人を操る。聖機師としての腕は異世界人ということもあるが、後述の血筋・環境も手伝い、別格である。また、聖地奪還時の聖機神との戦いにおいては、光鷹翼を発生させてガイアを斬りババルンを破っている。
小説『天地無用! GXP』6で水穂が自分の婿にと希望したが、生まれる前から人柱となることが決定していた。
ラシャラ・アース二十八世 (Lashara Earth XXVIII)
声 - 米澤円
本作のヒロイン。シトレイユ皇国皇女の12歳。父皇の急逝により、若くして皇位を継ぐ。おしゃまでイタズラ好きな少女だが、為政者としてふさわしい知略と度量をすでに備えており、また母親の影響を強く受け、かなりの守銭奴でもある。しかし、それらは王という立場を担うための英才教育によるもので、内面は年齢相応に孤独に耐えられない繊細さを持っており、子供らしい自分の素直な気持ちを誰にも言えないでいる。柔軟かつ大胆な決断力も持ち合わせており、半ば強要されていたとは言え、自身を暗殺しに現れた剣士の異世界人としての力に注目。真実を伏せて彼に自分の従者として聖地に連れて行き、既成事実を積み上げ、折に触れ一儲け企んでいる。また、皇位を継いでもその実権は宰相であるバハルンが握っている事実も自覚しており、お飾りの女皇である事に甘んじるのではなく、自らの手で国を作る事を願う等、高い志を内に秘めている。
バハルンが女皇である自身を無視して、シトレイユ軍や派閥等を率いて聖地を制圧するという暴挙に出た結果、女皇としての立場を実質的に失ってしまう事になり、各国会議にて剣士の所有権に関する議題が出た際には、信頼を寄せている剣士が自分の元からいなくなってしまうことを内心で強く恐れ、剣士と二人になった時、泣きながら「行くな」と、ようやくその素直な気持ちをあらわにすることになった。その後、剣士がスワンを買い取ってそれを自身の領土とする事で独立したのを機に、自らも亡命する道を選んだ。
キャイア・フラン (Chiaia Flan)
声 - 桑谷夏子
ラシャラの護衛として仕える女性聖機師の17歳。聖地の学生でもある。聖機師としての才能は非常に高く、尻尾付きと呼ばれる聖機人の形状変化を起こすことができる。
剣士一派の中では一番の常識人である。剣士が無茶な行動をするたびによく叱っており、周囲から仲の良い姉弟のように見られている。幼馴染のダグマイア・メストに惹かれていたが、ババルンの聖地占領後暫くして決別し、剣士達と行動を共にする。
メザイア・フラン (Mexiah Flan)
声 - 恒松あゆみ
聖地学院武術教官でキャイアの姉。21歳。回復系の亜法を使う「聖衛士」と呼ばれる聖機師。ナイスバディな肉体美を誇る美女。彼女の享楽的な行動は様々なトラブルを引き起こしている。剣士の事をかなり気に入っていて、色々と彼に色仕掛けをしたり、無理矢理に唇を奪うなど、過激な行動を取ることが多い。また、陰でユライト・メスト等と共に様々な怪しげな行動を取り続けている。
ドール (Doll)
声 - 後藤麻衣
正式名称はドール・サード。気まぐれな性格で人に命令されることを何よりも嫌うババルン軍最強の聖機師。闇の属性を有した黒い聖機人を操る。
正体はガイアを倒すために先史文明の最後に作られた人造人間3人の内の1人（聖機神ガイアと戦い生き残った人物）。ガイアを倒した後に赤ん坊の姿まで退行させられ聖地の地中深くカプセルの中で封印されていたが、22年前に突如として地上に現れた。それをナウア・フランが引き取り、メザイアとしてキャイアと共に育てた。ババルンに自身の命令権を握られていて、ババルンには逆らえず剣士と戦う運命に苦悩する。
ワウアンリー・シュメ (Wahanly Shume)
声 - 中川里江
愛称はワウ。キャイアと同様に聖地の学生で「結界工房」と呼ばれる技術者集団の所属で優秀な聖機工。有能な女性聖機師でもある。見た目は15-16歳程度だが、工房内は外界と時間の流れが異なるため、実年齢は97歳に達する。聖機人などの亜法機械の整備のほかに、蒸気動力炉を搭載する自ら考案したメカ・機工人の開発も手掛けている。なお、フラン姉妹の父は彼女の恩師でもある。
ネイザイ・ワン (Neizai One) / レイア・セカンド(Rea Second)
声 - 阿部幸恵
教会本部から送られた連絡要員。その正体は、先史文明の最後に作られた人造人間3人のうちの1人で、過去の文献で死んだとされている人物。
レイア・セカンドは本来は剣士の母親＝柾木玲亜の名前であり、仮面のときはネイザイ、素顔のときはレイアとして使い分けている。
本来、ネイザイが異世界へ行き子を成す予定だったが、地球への興味を持った柾木玲亜が偶然（あるいは故意）に異世界へと転移してしまい、急遽ガイアとの闘いに駆り出されてしまう。元々異世界へ行く教育のみで対ガイア戦の訓練もろくに受けておらず、そのとばっちりでドールと共にガイアと戦わされ、結果死亡。その事が原因で柾木玲亜に対して少々お冠で、その怒りの矛先が息子の剣士に向いている。
死亡後もコアクリスタルは残っており、その後ババルンの父からユライトに移植され復活した。ユライトとは肉体を共有しており、意識が強いほうに肉体が変化する。ユライトの肉体には負担となっており、限界を迎え維持できなくなったことによりメザイアとドールのように意識が統合された。
マリア・ナナダン (Maria Nanadan)
声 - 斎藤桃子
ハヴォニワ国王女でラシャラの従姉妹。ラシャラと同じく12歳。剣士のクラスメイト。外見は楚々とした少女だがラシャラとは似たもの同士で、顔を合わせる度に様々なことで張り合っている。母であるフローラには積年の恨みがあるようで、同様の思いを持つラシャラと共に復讐戦を挑んだことがある。
ユキネ・メア (Yukine Mare)
声 - 園崎未恵
幼少の頃よりマリアに仕える銀髪の女性聖機師。19歳。ハヴォニワ領にある「天地岩」を祀る巫女の家系の出身。
寡黙で冷徹な見た目の印象から周囲には「アイスドール」と呼ばれているが、ただの恥ずかしがり屋の天然。実際は年相応の女性らしさを持つ。
剣士に惚れている一人だが、作中では彼と関わる機会がラシャラに次いで多く、特に天地剣制作では、故郷である関係で同行している。
フローラ・ナナダン (Flora Nanadan)
声 - 松来未祐
ハヴォニワ国の女王でマリアの母親・ラシャラの叔母。30歳。一見おしとやかで上品な振る舞いだが、享楽的かつイタズラ好きな策士。しかし、女性聖機師でもあり、かつて聖地での大会で優勝したこともあるほどの武芸者。さらには策略や権謀術数にも長けており、度々剣士やラシャラの危機を救っている女傑でもある。妖艶な魅力に溢れた肉体を持つ美女で、剣士を狙っている内の1人なのだが、迫り方があからさまな為に、当の本人はフローラを苦手にしている節が見られる。その年甲斐の無さ過ぎる行動振りから娘のマリアは勿論、姪に当たるラシャラでさえも恥ずかしい思いをさせられている。
アウラ・シュリフォン (Aura Shurifon)
声 - 野田順子
シュリフォン王国の王女で、聖地に通うダークエルフの少女。18歳。王女という立場ながら、自ら聖機人を駆り前線に立つ武闘派で、剣士に次ぐ体力の持ち主。真面目で気位が高いが、性格は至って温厚。負の時間と呼ばれる種族の特性があり、普段の勇ましい姿から一転してか弱い乙女のようになってしまう。
リチア・ポ・チーナ (Lithia Po Cheena)
声 - 大村歌奈
聖地学院の生徒会長。女性聖機師。18歳。また、現教皇の孫でもある。几帳面な性格で少々口が悪いが、生徒達からの信頼は厚くアウラとはいい友人関係を結んでいる。
剣士のことを「野生動物」と呼んで蔑むが、真面目に働く一生懸命さは認めており、それなりに評価もしている。
体力にやや不安があり、根を詰めてしまう性格もあってたびたび体調を崩している。
本人は洗礼を受ければ解決するとして、アウラから勧められた薬などを拒否している。
最終的には剣士が薬効のあるお茶をラピス経由で飲ませることで、ある程度は改善している模様。
ラピス・ラーズ (Lapis Larz)
声 - 今野宏美
リチアの妹的な存在で、様々な面でリチアをサポートしている。15歳。剣士のクラスメイト。女性聖機師。内気だが献身的な性格で、その立場故か嫌がらせを受けることが多い。崖下に引っ掛けられてしまった大切なハンカチを剣士が拾ってくれたことがきっかけで、彼を意識するようになった。
見た目と性格に反して、聖機師としての能力は非常に高い。

### ババルン軍
ババルン・メスト (Babalun Mesut)
声 - 安元洋貴
シトレイユ皇国宰相。50歳。強い野心を秘めた無骨な巨漢。聖機師としても優れた実力を持つ。シトレイユ旗艦バベルで聖地に侵攻し、占領後、そこに封印されているガイアの盾を手に入れ、それをドールに使わせ、各教会や国に攻撃をさせる。
メスト家は代々聖機工の家系であり、若いころ父に、ガイアと共に見つかったガイアの操縦者だった人造人間のコアクリスタル（文献では死んだとされている人造人間のもの）を埋め込まれていた。聖地奪還戦ではガイアと一体になり剣士を苦しめたが、突如剣士が出現させた光鷹剣によりガイアの盾ごと真っ二つにされ瀕死の状態に追い込まれ、ユライトにコアクリスタルのデータを消す装置によりコアクリスタルは破壊され、そのまま絶命する。
ユライト・メスト (Ulyte Mesut)
声 - 鈴木達央
聖地の人気教師で優秀な聖機工。ババルンの弟。ダグマイアの叔父。27歳。ババルンと同じく、コアクリスタルを体に埋め込まれた結果、ネイザイと肉体を共有することとなったものの、その代償で体力が弱くなってしまう。なお体力関係は、後に剣士から鷲羽ドリンクを分けてもらい、これを薄めたものを飲み続ける習慣を作ったことで克服している（剣士が飲む濃度ではユライトには濃すぎる上、効果が強すぎたため）。
ダグマイア・メスト (Dagmyer Mesut)
声 - 佐藤拓也
シトレイユ皇国宰相ババルンの息子で聖地に通う学生。17歳。キャイアとは幼馴染。男性聖機師として実力は一流だがプライドが高く、自分より聖機師の才に恵まれた剣士を敵視している。
バハルンの命令を受けて、ユライトと共に他の男性聖機師達を集めて思想集団を作り上げ、男性聖機師が女性星機師を支配する体制に改変すべく、洗礼の儀の翌日に決起。聖地の制圧に関しては成功するものの、剣士の聖機人相手には敗北したままで終わった。
その後も執拗に剣士達一行の追撃を行うが、クリフの提案したセレスを特攻兵器に利用して剣士を倒す作戦を承認してしまった結果、剣士の猛烈な怒りを買ってしまい、半ば聖機人を暴走させた彼によってクリフは生死不明となり、自身も危うく殺され掛けた所をエメラに救出される。剣士に心をへし折られ、また戦いへの恐怖を嫌と言う程に刻み付けられたダグマイアは戦意喪失の状態に陥ってしまい、その隙を突く形でランに指揮権を奪われることになった。
エメラ (Emera)
声 - 氷青
ダグマイアの従者。女性聖機師。17歳。プライドばかりが先行しがちなダグマイアの補佐をして、苦労の絶えない人。それでも彼のことを慕っていて、行動を共にしている。ダグマイアが敵視する剣士の事は、彼の純粋さなどから完全に敵意を示せずにおり、後にダグマイアの為に暗殺しようとした際も、逆に窮地を助けられるに至っている。一方、身勝手な振る舞いの目立つ盗賊のランとは犬猿の仲であり、聖地に潜入してからダグマイアの妨げになりうる行動を繰り返す彼女を粛清しようとしたこともあるが、逆に返り討ちとなり、殺されそうになっている。
聖地制圧後は、避難民としてスワンに潜入し、キャイアに接触。彼女にダグマイアからのメッセージの通信映像を提供しているが、最終的にキャイアはダグマイアと決別する道を選んでいる。
エピローグでは自らの保身の為に、ダグマイアを捕えて利用しようとしたランの背後から、ナイフを持って迫り…。
コルディネ (Cordyline)
声 - 阿部幸恵
山賊、元女性聖機師。38歳。セレスを誘拐するが剣士たちの活躍によって失敗、しかしその時に、人質として捕えていたダグマイアと密約を交わし、聖地への侵攻に加担する。ダグマイアとは20以上も歳が離れており、結託した当初は彼を坊やとしか見ていなかったようだが、何度も肉体関係を持ち、その野心に触れて行く内に個人的な興味と好意を持つに至った模様。ダグマイアもコルディネのことをそれなりに想っていたようで、聖地制圧作戦時にコルディネが撃墜された際は、その身を案じていた様子を見せている。それなりの修羅場を経験してきた為か、目先の欲ばかりを優先させて失敗ばかりする娘のランと異なって、冷静な対応をすることが出来る。
その後、ハヴォニワから奪取したメテオ・フォールの指揮を執るが、剣士の反撃によって機体のバランスを崩されてメテオ・フォールは転倒。自身も部下達と共に消息不明となった。
ラン (Lan)
声 - 釘宮理恵
コルディネの娘。16歳。ひたすらがめつく、なおかつ自分勝手で己の欲望にだけはひたすら忠実。目先の欲を優先し、これを満たすことしか頭に無いが、自分の邪魔をする者は即座に殺す非道さと悪辣さを持っている。ダグマイアの手引きで聖地に潜入した後も、作戦そっちのけで盗みを働いており、エメラを苛立たせていた。失敗を咎めるエメラに逆切れし、食ってかかるほどに関係は最悪で、しかも猛然と逆らうほど、母親とも仲が悪い。エメラやコルディネが剣士達に敗れて消息不明になった際には嘲笑までしている。聖地制圧後もダグマイアの指揮する剣士一行の追撃に参加しているが、目先の欲ばかりを優先する身勝手さが原因で失敗を繰り返した。
ダグマイアが戦意喪失となった後は、彼から指揮権を奪って山賊や元浪人の聖機師たちを取りまとめ、持ち前の権力欲から戦後の地位も目的にしていたが、ババルン側からは使い捨ての駒としか見られておらず、己の欲ばかり優先させた結果、自滅に近い形で全てを失う破目に陥る。
エピローグでは、自己保身の為にダグマイアを捕えようとするも、その背後にナイフを持ったエメラが迫り…。
クリフ・クリーズ (Cliff Cleese)
声 - 高橋研二
男性聖機師。17歳。緑の長髪。ダグマイアの思想に共感し、行動を共にするようになる。セレスを使い、聖機神の結界炉の爆発で剣士を亡き者にしようと提案したが、剣士を本気で怒らせる結果となり、聖機人で剣士の乗った聖機人に挑むも千切り飛ばされた反動で谷底へ落下。生死不明となる。
アラン (Alan)
声 - 笹田貴之
男性聖機師。17歳。赤い短髪。ダグマイアの古くからの友人。
ニール (Neil)
声 - 宮崎寛務
男性聖機師。17歳。メガネをかけている。ダグマイアの古くからの友人。よく、ダグマイアとチェスに似たゲームをしている。

### シトレイユ皇国関係者
マーヤ (Mahya)
声 - タルタエリ
ラシャラの従者たちを統括する侍従長。長年シトレイユ皇国に仕えてきた経験から人を見る目は確かで、剣士がラシャラの従者として仕えることになった際、彼に並々ならぬものを感じており、「私達は歴史的瞬間に立ちあったのかもしれない」と、漏らしている。後にその予感は現実となり、剣士は歴史的英雄と言えるほどの活躍を見せることになる。ちなみにシトレイユ先々代の側室でもある。
アンジェラ (Angela)
声 - 石川綾乃
ラシャラの従者。22歳。ラシャラの身の回りの世話だけでなく、護衛や秘書的な仕事まで多岐にわたってサポートをする。既に20歳を過ぎているのだが、後のレースの際はラシャラの命令で、剣士を妨害する為に学生姿に変装させられてしまっており、剣士からは内心その苦労を哀れまれた。
ヴァネッサ (Vanessa)
声 - 宇乃音亜季
ラシャラの従者。21歳。アンジェラと同じくラシャラのサポート役。

### 聖地学園関係者
学院長
声 - 赤池裕美子
聖地学院の管理者。聖地の高責任者でもある。学院の寮館長も兼ねる。おおらかで聡明な人物で、高地の出身とされる剣士に何かあるのを薄々と気付きつつも、その人柄を認めて職員及び学生として受け入れている。ラシャラを諌めることができる数少ない人物でもあり、彼女の暴走によって引き起こされる数々の騒動には、色々と苦労させられている。
ハンナ (Hannah)
声 - 須藤絵里花
聖地での生活に関する管理一切を取り仕切っている職員長。
ジョジィ (Jozzy)
声 - 加納千秋
聖地での生活に関する管理職員。
セレス・タイト (Ceres Taito)
声 - 笹田貴之
男性聖機師。15歳。剣士のクラスメイト。庶民の出身だが、亜法波に耐性があったため家族から離されて聖機師となった。最初こそ自らの幸運を喜び覚悟も決めていたが、聖機師になった特権の恩恵によって両親は贅沢三昧をするようになってしまい、自らの選んだ道を後悔したセレスは、幼馴染のハヅキと共に駆け落ちをすることを決め、聖地を脱走する。しかしその後、ダグマイアに捕らわれ、クリフの作戦で無理矢理剣士達と戦わされた上に自爆までさせられそうになるが、剣士によって助け出され、彼の国に亡命した。
イエリス (Yeliss)
声 - タルタエリ
聖地に通う上級生4人組の1人。金髪。17歳。女性聖機師。日頃は享楽的かつイタズラ好きな言動をみせるが、剣士捕獲作戦の際には意外なリーダーシップを発揮した。聖地奪還戦に参加する。
ブール (Bwoole)
声 - 赤池裕美子
聖地に通う上級生4人組の1人。青い長髪。17歳。女性聖機師。4人の中では比較的おっとりしている。イエリスと同じく、剣士に好意を抱いている。聖地奪還戦に参加する。
レダ (Wreda)
声 - 宇乃音亜季
聖地に通う上級生4人組の1人。赤い長髪。17歳。女性聖機師。4人の中でのリーダー格。剣士に好意を抱いている。聖地奪還戦に参加する。
グリノ (Gryino)
声 - 石川綾乃
聖地に通う上級生4人組の1人。緑のショートカット。17歳。
4人の中での妹分。元気で明るい性格。女性聖機師。剣士に好意を抱いている。聖地奪還戦に参加する。
モルガ (Morga)
声 - 細谷理恵
前年度の聖地学院生徒会長で、現在はトリブル王宮騎士。半ば押しかける形で聖地奪還戦に参加する。元・生徒会長だけあって面倒見はいいのだが、バーサーカーのような戦闘狂でもあり、戦闘時においては動く者全てを敵と見なして見境の無い攻撃を行うことから、リチアや上級生4人組達を恐れさせ、リチアからは「集団戦に向かない」とまで評されている。
聖地の第一次防衛ライン攻略戦の際、僚機の一機と共に奇襲を仕掛けるも、大振りの斧を二刀流で扱う豪快かつ非常に荒々しい戦闘スタイルを発揮、狂喜乱舞に等しいえげつない戦いぶりは、豪胆であるシュリフォン王をも唖然とさせ、僚機には絶対動かないよう注意を促したほどだった。

### その他の登場人物
シュリフォン王
声 - 宮崎寛務
シュリフォン王国の国王を務めるダークエルフ。男性聖機師。アウラの父親。
ナウア・フラン (Naua Flan)
声 - 高橋研二
フラン姉妹の父であり、結界工房で研究している聖機工。ワウの恩師に当たる。教会に籍を置いておりナウア卿とも呼ばれる。
教皇
声 - 齋藤龍吾
リチアの祖父。
ハヅキ
声 - 石川綾乃
セレスの幼馴染である少女。15歳。セレスが聖機師になった事で、周囲から彼の特権を目当てに近付こうとしていると悪評を流され、さらには両親までもが特権目当てで彼に近付かせようと考えていたことに失望。聖地から逃げ出す決意をしたセレスと共に駆け落ちをした。セレスが盗賊から解放された後、ハヴォニワ国にセレスと身を潜め暮らしていたが、後にクリフの作戦にてセレスを利用するため人質にされる。しかし、セレスと共に救出され、剣士の国に亡命した。

## 用語

### 能力関連
亜法（あほう）
空気中にあるエネルギーエナを源として様々な奇跡を具現する、この世界特有の技術。同じ梶島ワールドのフォトンでも既出。紋様が描かれたリング状の物体を回転させることにより様々な動力などを得る技術亜法結界炉が広く使われている。この機関の駆動中には付近に振動波（亜法波）を発し、それを浴びると強い嘔吐感（亜法酔い）を覚える。
これら亜法の技術が使えるのは、エナの海と呼ばれる海抜500m前後の大気層（俗称エナの喫水）までで、それより外では通常使用することはできない。
圧縮
木や岩、鉄骨などに亜法でエナを注入する事。圧縮された物体は数分の一から数百分の一にまで体積を減じ（質量は変わらない）、圧縮弾と呼ばれる。剣士はこの圧縮をほぼ一瞬で行えるため、ピンチを切り抜ける為の「必殺技」としてたびたび活用している。
圧縮弾は銃の弾丸として用いられる。また、結界工房で開発された聖機人を喫水外で活動させるための装置のエネルギー源にもなる。
洗礼
亜法には肉体を修復する回復系のものがあるだが、使う側もかけてもらう側も女神（ジェミナーがある世界を管理している訪希深〔ときみ〕）と契約する必要がある。それが儀式の洗礼である。
光鷹翼（こうおうよく）
最終話、圧縮された光の剣より剣士が生み出した、限りなく薄い透明の刃。
劇中にその名称は登場しないが、世界観を同じくする作品『天地無用!』シリーズに登場するものと同じで、本来は同シリーズに存在する「三命の頂神」と呼ばれる高位次元生命体（超次元生命体）が用いる高エネルギーの総称。三命の頂神の血を引く「樹雷」の血統もその力の一端を扱えるが、世代や個人によってその性能や持続時間には差がある。その強大なエネルギーは、盾として用いれば宇宙戦艦の惑星をも砕く攻撃すら無効化する無敵の盾となり、武器として用いれば惑星をも切り裂く無限の刃となる。
光鷹翼を生み出す一瞬、剣士の額には「樹雷」の正当な血を引く者に顕現する「真なる紋章（力の紋章）」が現れていた。

### 機械関連
聖機人（せいきじん）
高出力の亜法動力炉（亜法結界炉）によって稼動する人型兵器
聖機師未搭乗時はコクーンと呼ばれる状態であり、聖機師によって形状や色が変化するため通常は聖機人の外観で聖機師が誰であるかを特定できる。ただし、属性付加クリスタルによって本来とは異なる能力と姿に変化させることができる。
また能力の高い聖機師が乗った場合、「尻尾付き」になる。特に高出力に晒されれば、それだけコクーンの構成組織であるジェルの劣化（つまり稼働限界までの時間）が早まる。修理は聖衛士によって行われるが、回復を受ける側もまた女神による洗礼を受けていることが必要。
エナの海の外に出るとどんな機体もコクーンに戻される。また、エナの極端に薄い場所に入った場合、一定以下の力の者が乗る聖機人は同じようにコクーンに戻される。エナの海の外での活動には背中に導線を付けてエナを供給する必要があり、これを「有線聖機人（通称・紐付き）」と呼ぶ。「有線聖機人」は主に防衛用の固定砲台のように使って機動性に足りる。
各国の勢力均衡を保つため、教会によって厳しく制限・管理されている。
剣士がラシャラ暗殺に失敗した後のダグマイアの聖機人や、最終決戦後の剣士の聖機人は、搭乗者が機体から降りても、コクーン状態に戻らないままとなっている。これは最低限のエネルギー供給があれば、パイロットが降りても形状を維持し続けるため。
尻尾付き
聖機師の中でも特に能力の高い者が乗り込んだ時に変化した聖機人の総称。背中に尻尾状のパーツが現れる所からこう呼ばれる。本編では剣士を始め、キャイア、アウラ、ワウ、ユキネ、シュリフォン王、エメラ、モルガ、リチア、ラピス、そしてドールがこの状態に変化した。
ちなみにダグマイアの聖機人は、キャイア達正真正銘の尻尾付きの女性聖機師達への対抗意識や虚栄心から着け尻尾をしているので、正式な尻尾付きではない。
聖機神（せいきしん）
聖機人の元となった古代文明の遺跡から発掘された人型ロボット。
発見された遺跡の位置がシトレイユ皇国領であったため、ラシャラの戴冠式のために教会からシトレイユ皇国に貸し出されていた。
元は戦いのために開発されたのではなく、最初は各地の交流のために行われていた競技会と万国博覧会を合わせたような大会に出展された人型の巨大ロボットだった。
評判になったロボットたちは競技用として使用されるようになり、いつしか戦いを見せる民間の娯楽ショーに使われるようになった（聖機神と呼ばれるようになったのもその頃）。
ショー的な要素が強くなった競技はより刺激を求め操縦者の死亡率を高めてしまったが、操縦者は即製できないため人造人間を操縦者にするようになった。
人造人間は人としての感情が乏しく、また、戦いに特化した技術と経験しか持たなかったため、命令誤認による多くの暴走を引き起こした。そしてついには強力な聖機神たちにより文明は崩壊し、最強を示した1機（本編に登場するもの）のみが残った。
生き残った人々は、残った聖機神を破壊するために3体の人造人間を作った（命令誤認を起こさないように赤ん坊から育てた）。そのうちの2人が聖機神に戦いを挑み、1人を犠牲にして勝利した。
エアバイク
エナを動力源に飛行する先端に砲台の付いたバイク型の戦闘機。「飛空機」とも呼称される。
聖機師ではない一般の人間でも操縦可能である上に基本操作も難しくない様で、劇中ではラン達山賊集団やキャイア、剣士、ドール等も移動手段に利用している。
機工人
ワウが研究している亜法をエネルギー源とせず機械的な機構で動かされる機動兵器や工作機器。
亜法動力炉に頼らない物は、当然エナの喫水外でも活動可能。ただし、現在は亜法動力炉を使用したものより出力、稼働時間が劣っている。ワウだけでなく剣士達も移動や支援用に活用しており、聖機師を捨てたセレスもこれに乗った。またラン達山賊集団もこれを使っていた。
動甲冑
聖機人の練習に使われる人型兵器。ダメージを受けると受けた箇所の色が変わり、ダメージ量に応じて動きが制限される。
動力炉はなく、特定のフィールド上か、有線での動力供給が必要。ワウの蒸気機関の提供を受けて動かされたこともある。
最終決戦でも高地の聖機人攻略に一役を買った。
ガイアの盾
聖地に封印されていた巨大な黒い盾。あらゆる攻撃を防ぐことができる。しかも、中央部が口腔のように開き、聖機人の残骸を食らったり、強力なエネルギー砲を放つことができる。
結界工房攻略時には、ガイアの盾のレプリカなども使用されていて、防御にかけては最強の盾である（ただレプリカでは剣士の圧縮弾の前では無力同然だった）。聖地奪還戦ではババルンおよび聖機神と一体になり剣士を苦しめた。ただし、聖機人では破壊は免れても衝撃は緩和出来ないようで、ドールの聖機人も剣士の一撃が強すぎて、一気に稼働限界に追い込まれたことがある。
天地剣
女神と交信するための神聖な物として守り神として祀られている、ユキネの村にある巨大な岩『天地岩』を剣士が亜法によって高圧縮したもの。しかし、剣士と言えどもあまりに巨大すぎる岩を一度に高圧縮することは出来ず、完成までに数日を要した。圧縮したとはいえ元の岩塊と重量は変わらず、その質量もとてつもないため聖機人に持てるように剣の鍔としても機能する古代文明の遺産の重力制御リングを付けている。威力も凄まじく、一振りしただけで発生した剣風は嵐となって眼前の敵を薙ぎ倒し、その余波は強風となって村にも届いた。

### 役職関連
聖機師
聖機人のパイロットを指す。聖機師は亜法結界炉の発する振動波に対して耐久持続性の高い者でなければなれず、耐久持続性は遺伝的（稀に遺伝に関係なく生まれる場合あり）なものであり、聖機人の数は教会により制限されており、聖機師の質の維持・向上のため結婚は国ごとにある程度管理・規制されている。軍事力を担う代わりに特権階級としての地位が約束されている。現在、男性の比率が極端に低いため 稀少価値が高く、女性聖機師より待遇が良い反面、自由な婚姻・恋愛は一切禁止の上で完全に管理・規制されており、これに逆らうことは教皇、ひいては教会そのものへの反逆と見なされ、厳罰は免れない。一方、女性は数が多いため、義務さえ果たせば、男性聖機師以外との自由な婚姻・恋愛は許されている。その為、義務を果たすまでは、体に避妊用の亜法結界を施されている。耐久持続性が高くない、もしくは特に低いものは浪人と呼ばれ、特定の組織に属せず（厳密に言えば爪弾きにされる為に属せないか、属したとしても待遇が悪い）山賊などに身を落とす者もいる。
聖機師のうち、回復系の亜法を使い肉体や聖機人の修復などを行える者は聖衛士と呼ばれる。
聖機工
主に聖機人などの整備・開発を行える技術者。

### 生命体関連
異世界人（いせかいじん）
地球をはじめ、別世界より召喚された人たちのこと（アウラたちダークエルフも先史文明時代に召喚された人たちの子孫）。
例外なく亜法動力炉の振動波に対して高い耐性を示すため、聖機師としての地位も高く、また強い発言権もあり、地球の色々な文化や風習、個人的な趣味を広めている。
なお、召喚に関しては、星の配列と関係するため自由に行うことは出来ない。また、召喚された異世界人の所有権はその異世界人を召喚した国家に帰属するものとされている。
ダークエルフ
上述の先史文明時代に召喚された人たちの子孫であり、アウラの種族。シュリフォン国の民でもある。剣士と同等かそれ以上の身体能力を持ち、狩猟で生計を立てるものが多い。突如、臆病な人格となって弱体化してしまう負の時間と呼ばれる一定の時間があるのが、この種族の最大の弱点。
女神
教会の信仰の対象。姿どころか名前すらわからない。
コロ
二本の尻尾を有する小型の動物。種族間での生体通信機能を有し、鳴き声の届かない長距離間での外敵情報のやり取りが出来る。コロがほぼ全ての地域に生息しているのを利用し、高出力亜法動力炉を持つ船舶、聖機人の接近を探知させている。同じ梶島ワールドのフォトンにてキーネの宇宙船の端末として既出。
人造人間
聖機神の操縦者として人工的に作られた人間。
先史文明の人間はどんなに才能がある者でも現在の二流聖機師程度の力しかなく、そのため、どんなに優れた聖機神でも、現在の聖機人程度の力しかなかった。その為、聖機神の開発競争が激化していくと、操縦者にも手が加えられるようになった。最初は耐性の強い者同士の婚姻や機械的補助が主流だったが、ついには一から作り出そうとする者までもが現れた。
「コアクリスタル」と呼ばれる物に、技術と経験を蓄積させ、死亡、あるいは肉体が老化・欠損しても、別の肉体にそのクリスタルを移すことで寸分たがわず復元出来るものが開発された。しかし、蓄積されたデータは戦いに特化したものだったため、人格の復旧は出来ない上、命令誤認による多くの暴走を引き起こしてもおり、それが文明の滅亡にまで発展させる遠因となっている。
暴走した聖機神・ガイアを止める為に生み出されたネイザイ・ワン、レイア・セカンド、ドール・サードの三体は特殊で、通常の人間と同様に生殖機能があり、人間との間に子を成す事も出来る。この結果、レイアと異世界人である柾木信幸の間に生まれたのが、本作の主人公・柾木剣士である。
また、コアクリスタルは普通の人間にも移植可能であるが、やがてはコアクリスタルの意志の方に浸食されて行ってしまう事になり、父親によってガイアのコアクリスタルを移植されてしまったバハルンはガイアの意志に完全に乗っ取られている。また、旧文明時代のガイアとの戦いで肉体を失い、コアクリスタルのみとなっていたネイザイは、幼少期のユライトに移植された事で彼と肉体を共有する半身関係となり、最終的にはネイザイがユライトの肉体を取り込む形となっている。

### その他関連
結婚
聖機師の結婚は男女の結びより競馬の繁殖に近い。本人たちではなく、結婚を管理する側（主に皇や聖機師の主人）が最も優秀な聖機師が生まれるように色んなデータや予算（主に男性聖機師のギャラ）を検討してカップリングを決定し行われる。結婚期間は一週間位で、色んな交際と肉体交渉が行われる。

## スタッフ
- 原作・総監修 - 梶島正樹[1]
- 監督 - 吉川浩司[1]
- シリーズ構成 - 白根秀樹[1]
- キャラクターデザイン原案 - エナミカツミ[1]
- イメージボード - 脳髄
- キャラクターデザイン・総作画監督 - 渡辺はじめ[1]
- メカデザイン - 鷲尾直広
- プロップデザイン - 里大樹、松本昌子、小川浩
- メインアニメーター - 川村幸祐、松田宗一郎、石本英治
- 美術監督 - 井上京
- メイン美術設定 - 須江信人
- 色彩設計 - 松山愛子
- 撮影監督 - 大前亮介
- 編集 - 右山章太
- 音楽 - 多田彰文
- 音響監督 - 渡辺淳
- プロデューサー - 植田泰生、太田昌二、松嵜義之
- アニメーション制作 - A.I.Cスピリッツ/BeSTACK[1]
- 製作・著作 - VAP[1]

## 主題歌
オープニングテーマ「Follow Me feat.Sound Around」
歌 - 加賀美セイラ
エンディングテーマ「Destino」
歌 - Alchemy+

## 各話リスト
各話は前篇後篇の2部構成となっている。
| 話数 | サブタイトル   | Blu-ray・DVD発売日 （レンタル開始日） | 脚本              | 絵コンテ                   | 演出                       | キャラクター作画監督                                             | メカ作画監督                                     |
| ---- | -------------- | ------------------------------------- | ----------------- | -------------------------- | -------------------------- | ---------------------------------------------------------------- | ------------------------------------------------ |
| 1    | 白と黒の聖機人 | 2009年5月22日 （2009年4月22日）       | 待田堂子 梶島正樹 | 吉川浩司 中村賢太朗        | 吉川浩司 中村賢太朗        | 川村幸祐、赤尾良太郎 小野和寛                                    | 吉田徹、石本英治                                 |
| 2    | 聖地へ         | 2009年6月24日 （2009年5月22日）       | 待田堂子 梶島正樹 | 梶島正樹 石山タカ明        | 唐戸光博                   | 新井伸浩、猪股雅美 村上真紀                                      | 新井伸浩                                         |
| 3    | 働かざるもの…… | 2009年7月24日 （2009年6月24日）       | 白根秀樹          | 梶島正樹 博多正寿          | 鈴木和弘                   | 福重秀一、服部憲知 村上真紀                                      | 服部憲知                                         |
| 4    | ペンダント     | 2009年8月21日 （2009年7月24日）       | 犬飼和彦          | 中村賢太朗 博多正寿        | 平池芳正 古川順康          | 永田正美、津熊健徳 村田峻治                                      | -                                                |
| 5    | 追われ追われて | 2009年9月26日 （2009年8月21日）       | 犬飼和彦          | 伊藤真朱 土屋日            | 鶴田寛 古川順康            | 小山知洋、服部憲知                                               | 小山知洋                                         |
| 6    | バカンス       | 2009年10月21日 （2009年9月26日）      | 犬飼和彦          | 友田政晴 博多正寿 梶島正樹 | 白石道太 三家本泰美        | 山田裕子、川村幸祐 桝井一平、古阪美津妃                          | 松田宗一郎、桝井一平                             |
| 7    | 競武大会       | 2009年11月27日 （2009年10月21日）     | 犬飼和彦          | 伊藤真朱                   | 唐戸光博 仁昌寺義人        | 内野明雄、加藤里香 飯飼一幸、永田正美                            | 村田峻治                                         |
| 8    | 襲来           | 2009年12月23日 （2009年11月27日）     | 白根秀樹          | 稲垣隆行                   | 加藤顕                     | 大高雄太                                                         | 吉田徹                                           |
| 9    | 思惑           | 2010年1月27日 （2009年12月23日）      | 犬飼和彦          | あおきえい 土屋日          | 堤雄一郎 北川正人          | 松本昌子、山田裕子 谷拓也、ごとうじゅんじ 小宮山由美子、清水勝祐 | 石本英治                                         |
| 10   | 家             | 2010年2月24日 （2010年1月27日）       | 白根秀樹          | 博多正寿 鈴木和弘          | 鈴木和弘                   | 福重秀一、服部憲知                                               | 小山知洋                                         |
| 11   | 結界工房       | 2010年3月26日 （2010年2月24日）       | 犬飼和彦          | 伊藤真朱 稲垣隆行          | 白石道太 廣川集一          | 小関雅、輿石暁                                                   | 石本英治、西井正典 宇佐美皓一、大原和男          |
| 12   | 結実           | 2010年4月21日 （2010年3月26日）       | 犬飼和彦          | 石平信司 島津裕行          | 加藤顕 工藤寛顕            | 鈴木勘太、大高雄太 飯飼一幸                                      | 吉田徹                                           |
| 13   | ガイア         | 2010年5月26日 （2010年4月21日）       | 白根秀樹          | 稲垣隆行 土屋日 伊藤真朱   | 神戸洋行 阿部雅司 白石道太 | 川村幸祐、神戸洋行 渡辺浩二、松本昌子 山本周平                   | 神戸洋行、渡辺浩二 西井正典、斎藤雅和 松田宗一郎 |

## 関連書籍

### 小説
富士見書房より現在1巻が出版されている。著者は和田篤志、梶島正樹。
- 「異世界の聖機師物語」 ISBN 978-4-8291-3428-3

### コミック
『月刊ComicREX』（一迅社）にて、2009年7月号から2010年6月号まで連載されていた。漫画はばうが担当。OVA版とは異なる設定、ストーリー。
- 梶島正樹（原作）・ばう（漫画）『異世界の聖機師物語』一迅社〈IDコミックス REXコミックス〉、全2巻
  1. 上巻 2010年6月9日発売[16]、ISBN 978-4-7580-6181-0
  2. 下巻 2010年6月9日発売[17]、ISBN 978-4-7580-6197-1